# Béatrice Kamboulé
Béatrice Kamboulé (sinh 25 tháng 2 năm 1980) là một Burkinabe vận động viên người cạnh tranh trong 100m vượt rào, nhảy xa, nhảy xa ba bước cũng như bảy môn phối hợp.
Cô thi đấu ở nội dung vượt rào 100 mét tại Giải vô địch thế giới 2011 mà không đủ điều kiện cho vòng bán kết.

## Thành tích giải đấu
| Năm                       | Giải đấu                     | Địa điểm                           | Thứ hạng                  | Nội dung                  | Chú thích                 |
| Representing Burkina Faso | Representing Burkina Faso    | Representing Burkina Faso          | Representing Burkina Faso | Representing Burkina Faso | Representing Burkina Faso |
| ------------------------- | ---------------------------- | ---------------------------------- | ------------------------- | ------------------------- | ------------------------- |
| 1999                      | African Junior Championships | Tunis, Tunisia                     | 8th                       | Long jump                 | 4.90 m                    |
| 1999                      | African Junior Championships | Tunis, Tunisia                     | 4th                       | Triple jump               | 11.27 m (w)               |
| 2002                      | African Championships        | Radès, Tunisia                     | 12th                      | Long jump                 | 5.25 m                    |
| 2002                      | African Championships        | Radès, Tunisia                     | 4th                       | Triple jump               | 12.58 m                   |
| 2003                      | All-Africa Games             | Abuja, Nigeria                     | 5th                       | Triple jump               | 12.94 m                   |
| 2004                      | African Championships        | Brazzaville, Republic of the Congo | 6th                       | 4 × 100 m relay           | 46.77 s                   |
| 2004                      | African Championships        | Brazzaville, Republic of the Congo | 7th                       | Long jump                 | 5.82 m                    |
| 2005                      | Jeux de la Francophonie      | Niamey, Niger                      | 7th (h)                   | 100 m hurdles             | 14.32 s                   |
| 2005                      | Jeux de la Francophonie      | Niamey, Niger                      | 3rd                       | 4 × 100 m relay           | 45.99 s                   |
| 2005                      | Jeux de la Francophonie      | Niamey, Niger                      | 3rd                       | Triple jump               | 13.05 m                   |
| 2006                      | African Championships        | Bambous, Mauritius                 | 6th                       | Triple jump               | 13.19 m (w)               |
| 2007                      | All-Africa Games             | Algiers, Algeria                   | 4th                       | 100 m hurdles             | 13.76 s                   |
| 2007                      | All-Africa Games             | Algiers, Algeria                   | 7th                       | Triple jump               | 13.05 m                   |
| 2007                      | All-Africa Games             | Algiers, Algeria                   | 3rd                       | Heptathlon                | 4994 pts                  |
| 2008                      | African Championships        | Addis Ababa, Ethiopia              | 7th                       | 4 × 100 m relay           | 50.37 s                   |
| 2008                      | African Championships        | Addis Ababa, Ethiopia              | –                         | Heptathlon                | DNF                       |
| 2009                      | Jeux de la Francophonie      | Beirut, Lebanon                    | 3rd                       | Heptathlon                | 4861 pts                  |
| 2011                      | World Championships          | Daegu, South Korea                 | 35th (h)                  | 100 m hurdles             | 13.76 s                   |